# Romain Magellan
Pour les articles homonymes, voir Magellan.
Pas d'image ? Cliquez ici

a Compétitions nationales et continentales officielles uniquement.

b Matchs officiels uniquement.
Romain Magellan, né le 13 mai 1973 à Besançon de parents martiniquais, est un joueur français de rugby à XV qui évolue au poste de pilier. Il joue successivement avec le FC Grenoble, le CS Bourgoin-Jallieu et les Saracens.

## Biographie
Romain Magellan est un pilier au gabarit atypique par sa taille. Ses qualités physiques en faisaient un redoutable adversaire en mêlée fermée. Formé au FC Grenoble avec Olivier Brouzet, il connaît sa première sélection en équipe de France avec les moins de 21 ans. Durant sa période grenobloise, Romain Magellan gagne un titre de champion de France Reichel en 1992 et intègre l'équipe première de son club formateur dès la saison suivante sous l’ère des « Mammouths de Grenoble » et se voit privé du titre de champion de France en 1993, défait 14 à 11 par le Castres olympique dans des conditions rocambolesques.
En 1997, il a effectué un périple de trois mois en Australie dans le club de Canberra Kookabourra[réf. nécessaire].
En 1998, Romain Magellan signe au CS Bourgoin-Jallieu. Lors de sa première saison au CSBJ, il dispute deux finales, celle du Challenge européen face à l'ASM Clermont Auvergne et celle de la Coupe de France face au Stade français. Il ne gagne aucune de ces deux finales. Durant les trois années passées avec le club berjalien, Romain Magellan connaît une sélection en équipe de France A. En 2001, la carrière du pilier martiniquais prend un nouvel élan, il fait partie des premiers français à jouer dans le championnat anglais. Il part rejoindre Philippe Sella et Thomas Castaignède chez les Saracens. Cette expérience tourne court car une blessure (hernie discale) le contraint à mettre un terme à sa carrière.
Aujourd'hui, il est consultant chez Canal+ en tant qu'homme de terrain, les week-ends de match de Top 14 ou de Coupe d'Europe.
De 2018 à 2023, il est en couple avec Valérie Trierweiler mais le 3 février 2023 l'annonce de leur séparation est officialisée.

## Palmarès
Avec le FC Grenoble
- Coupe Frantz Reichel :
  - Champion (1) : 1992
- Championnat de France de première division :
  - Vice-champion (1) : 1993

Avec le CS Bourgoin-Jallieu
- Challenge Yves du Manoir :
  - Finaliste (1) : 1999
- Bouclier Européen
  - Finaliste (1) : 1999